# Osędowice
Osędowice – wieś w Polsce położona w województwie łódzkim, w powiecie łęczyckim, w gminie Daszyna.
W latach 1975–1998 miejscowość administracyjnie należała do województwa płockiego.

## Historia
W księgach sądowych łęczyckich miejscowość wymieniana jest jako Ossandouice, Ossedovice, Osandovicze, Ossandouo. Nazwa wywodzi się prawdopodobnie od nazwiska pierwszych właścicieli wsi – Ossędowskich lub Osendowskich herbu Lis.
Od początku XVI wieku dobra w Osędowicach należą do Szamowskich h. Prus.
Według Liber Beneficum Łaskiego, w XVI w. Ossandovice – wieś należąca do parafii Sławoszew, należała do grupy wsi szlacheckich pozbawionych kmieci. Dziesięcina płacona była proboszczowi w Sławoszewie.
Wieś jest wymieniana jako posag Heleny Szamowskiej córki Stanisława Szamowskiego kasztelanica gostynińskiego, która w 1706 roku wyszła za mąż za Jana Michała Sołłohuba. Następnie ok. 1749 roku, Osędowice przeszły na własność syna Heleny z Szamowskich Sołłohubowej – Antoniego Sołłohuba herbu Prawdzic.
W 1827 r. (wg Tabeli Miast, Wsi i Osad Królestwa Polskiego) wieś posiadała 10 domów, 107 mieszkańców.
Według Słownika Geograficznego wieś Osędowice należąca do gm. Mazew w parafii Witonia miała 11 domów, 113 mieszkańców. Folwark liczył 3 domy i 10 mieszkańców.
Według Księgi Adresowej Polski z lat 1928–1934 właścicielami folwarku we wsi byli: Fijałkowski Marian, Jeziorański Józef. Ostatnim zarządcą majątku przed reformą po II wojnie światowej był Kuśmider (lub Kośmider).
Z Osędowicami swoje wspomnienia łączył Jan Nowak-Jeziorański, który odwiedzał tutaj swojego (prawdopodobnie) wuja Józefa Jeziorańskiego, który w 1930 był właścicielem folwarku w Osędowicach (Książka adresowa Polski z 1930 r.).